# Сабатье, Рафаэль Биенвеню
Рафаэль Биенвеню Сабатье (фр. Raphaël Sabatier, 11 октября 1732, Париж — 11 июля 1811, Париж) — французский хирург, ученик своего отца, также хирурга. В 1756 г. член Хирургической академии и профессор. Во время Революции хирург при армиях и хирург-консультант при Наполеоне I. Главные труды: «Traité complet d’anatomie» (1791), «De la médicine expectative» (1796) и др.